# Chiemgauer

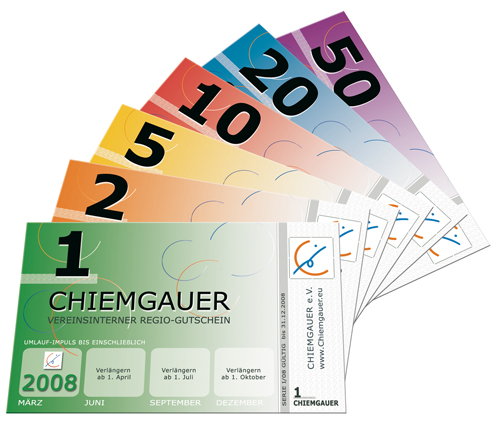
Billetes Chiemgauer

Chiemgauer es el nombre de una divisa local lanzada en enero de 2003 en Prien am Chiemsee, Baviera, Alemania. La moneda lleva el nombre de Chiemgau, una región alrededor del lago Chiem. El Chiemgauer fue iniciado como proyecto escolar de una clase de la Waldorfschule Chiemgau en en Prien, basado en un concepto del profesor de economía Chistian Gelleri. Los estudiantes participaron activamente en el diseño e impresión de los vales, la administración, la contabilidad, la promoción y otros servicios relacionados con la moneda. En junio del mismo año, se fundó la asociación Chiemgauer en la escuela. El proyecto se independizó de la Waldorfschule en el verano de 2005 debido al crecimiento dinámico de la iniciativa.
El Chiemgauer es miembro de una red de divisas locales llamada Regiogeld e. V. (Asociación de Dinero Regional). La gestión económica está a cargo de la cooperativa social Regios eG desde 2008, y el soporte ideológico lo proporciona la asociación Chiemgauer e. V., que cuenta con 5000 miembros, incluyendo 700 puntos de aceptación y asociaciones sin fines de lucro de la región. El objetivo del Chiemgauer es fortalecer y crear ciclos económicos regionales y promover asociaciones sin fines de lucro en la región de Chiemgau. El área de distribución se limita a los distritos de Rosenheim y Traunstein con 480000 habitantes.
Entre los objetivos del proyecto destacan:
- Creación de empleo: se contrata a desempleados, estudiantes y voluntarios, quienes obtienen derechos de emisión.
- Promoción de actividades culturales, educativas y medioambientales: se apoya a quienes trabajan sin ánimo de lucro.
- Fomento de la sostenibilidad: se incentiva el consumo de productos orgánicos y el uso de energía renovable.
- Fortalecimiento de la solidaridad: se promueven relaciones sociales entre vendedores y negocios locales.
- Estímulo de la economía local: el Chiemgauer mantiene el poder adquisitivo dentro de la región mejor que el euro, favorece a los pequeños negocios y estimula las transacciones mediante la sobrestadía.
- Ejemplo de dinero complementario: sirve como modelo de divisa complementaria a nivel nacional.

El Chiemgauer existe como un sistema de vales y en forma de pago sin efectivo, la Regiocard. La iniciativa Chiemgauer coopera con bancos regionales y ético-ecológicos para la gestión de cuentas y el procesamiento de pagos.
Para participar en el Chiemgauer, todos los usuarios de la moneda regional, es decir, consumidores, empresas, asociaciones, municipios y otros socios, deben ser miembros de la asociación. La membresía sirve para la delimitación legal frente a la moneda de curso legal y para la aplicación de las reglas internas de la asociación. La idea detrás de esto es una autogestión democrática directa de la iniciativa.

## Tipo de cambio
Los Chiemgauer pueden ser comprados por los consumidores con un valor de 1:1 contra el euro, pero solo pueden ser intercambiados por una tarifa del 5% como "contribución regional" en euros. Del 5%, el 60% va a una asociación sin fines de lucro. Qué asociación es apoyada, lo determina quien cambia euros por dinero regional. El 40% restante sirve para cubrir los costos del emisor.

## Validez
Los vales intercambiados son válidos por seis meses cada uno. Después de la expiración, la validez de los billetes de Chiemgauer puede ser extendida mediante la compra y pegado de una etiqueta adhesiva con un valor del 3% de su valor (→ Dinero asegurado en circulación). Las series de Chiemgauer son intercambiadas después de tres años. Los billetes de Chiemgauer que han expirado por más de tres años ya no son aceptados para la revalorización y el depósito. Todos los usuarios de Chiemgauer son al mismo tiempo miembros patrocinadores gratuitos de la asociación Chiemgauer e. V.
El Chiemgauer electrónico tiene un impulso de circulación del seis por ciento por año o convertido 0.016% por día. Sin embargo, la tarifa solo se hace efectiva a partir del día 91 en la cuenta. Aquí se aplica un principio de First in, first out. El impulso de circulación, originalmente del 8% por año, fue reducido al 6% por decisión de la asamblea general de la asociación Chiemgauer e. V. en el año 2015. La cantidad de dinero Chiemgauer en circulación es actualmente de aproximadamente 1 millón de Chiemgauer.

## Características de seguridad
Los billetes con valores de 1, 2, 5, 10, 20 y 50 euros tienen 14 características de seguridad. Los billetes están numerados individualmente y provistos de un código de barras para su verificación. Tienen una marca de agua real, están equipados con una técnica de guilloche y protección contra copias, y muestran características UV para su verificación con dispositivos de comprobación de dinero.

## Cobertura
Los Chiemgauer están respaldados 1 a 1 por el euro. Para la variante de vales, la asociación emisora ha formado una reserva en un banco. La variante sin efectivo está respaldada por los bancos cooperantes.

## Números actuales
A finales de 2020, el dinero regional era aceptado por aproximadamente 500 empresas y utilizado por casi 4500 miembros. Los volúmenes de negocio de la red Chiemgauer fueron de 70000 Chiemgauer en el primer año 2003 con una cantidad en circulación de 10000 Chiemgauer, en 2006 de 1,45 millones de euros con una cantidad en circulación de 70000 Chiemgauer. En 2020, el volumen de negocio de los 500 puntos de aceptación participantes fue de aproximadamente 6 millones. Con esto, el Chiemgauer es actualmente el sistema de dinero regional más grande en el área de habla alemana y una de las monedas complementarias más exitosas del mundo.

## Antecedentes
El Chiemgauer puede ser teóricamente integrado en la teoría de innovaciones sociales. A través de un enfoque más fuerte en temas de sostenibilidad, especialmente desde el año 2019, el proyecto se ve conectado con la demanda de una transformación socio-ecológica.

## Literatura
- Kennedy, Margrit / Lietaer, Bernard A.: Regionalwährungen. Riemann, Múnich 2004. ISBN 3-570-50052-7
- Gelleri, Christian: Assoziative Wirtschaftsräume, Fragen der Freiheit 2005 (PDF; 255 kB)
- Gelleri, Christian: Regionalentwicklung mit Regiogeld, TU Múnich, 2006 (PDF; 2.3 MB)
- Gelleri, Christian: Theorie und Praxis des Regiogeldes, S. 156–185, en: Weis, M., Spitzeck, H.: Der Geldkomplex. Haupt. Bern-Stuttgart-Viena 2008. ISBN 978-3-258-07314-9.
- Gelleri, Christian: Creating Monetary Collaborating Spaces for Social and Ecological Transformation, MDPI, Basilea, 2022
- Gelleri, Christian: Komplementärwährungen und monetäre Werkzeuge als soziale Innovation, Springer, 2020
- Gelleri, Christian / Stodder, James: Chiemgauer Complementary Currency - Concept, Effects, and Econometric Analysis, IJCCR, 2021

## Medios (Películas)
- Chiemgauer en la serie "Planet Wissen" de ARD del 25 de septiembre de 2014
- Chiemgauer en la Televisión Bávara del 27 de julio de 2009
- Chiemgauer en ORF 1, enero de 2009
- Chiemgauer en Deutsche Welle (agosto de 2009)

## Medios (Periódicos y revistas)
- El dinero es lo que vale, junio de 2009 (PDF; 390 kB)
- El dinero de los anti-globalizadores, Die Zeit, 5 de agosto de 2004
- stern.de 29 de agosto de 2004
- Esto funciona: Esto hace dos Chiemgauer, por favor!